# Dovadă (drept)
Dovada din punct de vedere juridic este faptul sau lucrul care arată, demonstrează ceva, probă convingătoare, mărturie în fața instanței judecătorești. Ea este o indicație, indiciu, mărturie, pildă, probă, semn care ajută la reconstruirea faptei delicvente. Dovada este argumentul care servește la demonstrarea unui adevăr. La reconstruirea faptei pe lângă indicii, un rol important îl joacă declarațiile martorilor.
Dovada unui act juridic sau a unui fapt se poate face prin înscrisuri, martori, prezumții, mărturisirea uneia dintre părți, făcută din proprie inițiativă sau obținută la interogatoriu, prin expertiză, prin mijloacele materiale de probă, prin cercetarea la fața locului sau prin orice alte mijloace prevăzute de lege.